# Lamotte-Warfusée
Lamotte-Warfusée é uma comuna francesa na região administrativa de Altos da França, no departamento de Somme. Estende-se por uma área de 9,36 km². Em 2010 a comuna tinha 712 habitantes (densidade: 76,1 hab./km²).